# Hiperidrose generalizada
Hiperidrose generalizada é a transpiração excessiva que pode ser induzida por doenças febris, exercício vigoroso, ou em um ambiente quente e úmido, como um ambiente tropical.